# آب باد (فاریاب)
آب باد، روستایی در دهستان زهمکان بخش هور شهرستان فاریاب در استان کرمان ایران است.

## جمعیت
بر پایه سرشماری عمومی نفوس و مسکن در سال ۱۳۹۵، جمعیت این روستا برابر با ۴۰۷ نفر (۱۰۱ خانوار) بوده‌است.